# PC DOS
PC DOS (noto anche come IBM Personal Computer Disk Operating System, IBM Disk Operating System, IBM DOS) precedentemente noto come 86-DOS, è stato un sistema operativo che la IBM ha commercializzato dal 1981 al 2000 per personal computer.
Inizialmente fornito da Microsoft, in seguito è stato sviluppato congiuntamente a essa dalla stessa IBM fino alla versione 5.0. Contemporaneamente Microsoft ha commercializzato una propria versione parzialmente compatibile e nota come MS-DOS; fino alla versione 5.0 PC DOS e MS-DOS risultarono molto simili ma dalle successive iniziarono a differenziarsi.

## Storia
Il PC DOS di IBM è stato uno dei tre principali sistemi operativi che ha dominato il mercato dei personal computer dal 1985 al 1995. L'accordo originale del 1981 tra IBM e Microsoft prevedeva che quest'ultima avrebbe fornito il prodotto di base (a quell'epoca un clone abbastanza primitivo del CP/M che era il leader del mercato), e che le due aziende avrebbero continuato a sviluppare i diversi moduli per renderlo un sistema più potente e affidabile, condividendo i codici risultanti. L'MS-DOS e il PC DOS dovevano essere oggetto di linee commerciali separate con IBM che doveva venderlo esclusivamente per i PC IBM mentre Microsoft nel rimanente mercato.
Per molti anni l'MS-DOS e il PC DOS rimasero praticamente identici, tanto che molte persone tendevano a confonderli e che un programma scritto per l'uno funzionava sicuramente bene anche sull'altro. I PC IBM venivano comunque venduti con il PC DOS nella tradizionale bustina blu IBM, mentre altre aziende marchiavano differentemente le loro versioni di DOS: la maggior parte semplicemente scrivendo "MS-DOS su licenza Microsoft", senza cambiamenti nel software; nel caso dell'MS-DOS rinominato in Compaq DOS furono inclusi dei miglioramenti.

## Principali differenze fra PC DOS e MS-DOS
La differenza principale fra i due sistemi del tutto analoghi, IBM PC DOS e MS-DOS, trova le sue radici nella storia, in quanto la Microsoft doveva fornire il sistema operativo all'IBM senza poterlo redistribuire e quindi senza violare le licenze, né poteva, almeno all'inizio, vendere al dettaglio e quindi all'utente finale lo stesso prodotto. L'ottimizzazione per i sistemi IBM prevedeva la fruizione di appositi chip proprietari, il cui contenuto in ROM era protetto da copyright. Da una parte i cloni IBM-compatibili riuscivano ad aggirare le funzioni di tali chip spesso utilizzando sistemi alternativi, e d'altra parte Microsoft cominciò a diffondere una nuova versione del suo sistema OEM per i medesimi compatibili, il cui mercato era sempre più in ascesa. Analogamente quasi tutti i produttori di software avevano più interesse a sviluppare per l'intero parco di prodotti che comprendeva il ricco mercato dei cloni.
«L'unica cosa che i fabbricanti dei cosiddetti `compatibili IBM´ non possono copiare è il contenuto di una ROM particolare, che è protetta da copyright e che contiene alcune routine base per la gestione dell'input/output. Il PC-DOS si aggancia direttamente a questa ROM, che nei compatibili deve essere diversa, pena l'essere citati in giudizio dall'IBM. Ne consegue che questi computer debbono usare una propria versione del sistema operativo, che si aggancia a una ROM diversa da quella dell'IBM. È questa versione del sistema operativo che si chiama propriamente MS-DOS.». In generale questo non crea particolari problemi di sorta, ma «fanno eccezione soltanto alcuni programmi particolarmente sofisticati, che scavalcano il sistema operativo per accedere direttamente agli organi hardware di input e output [...]: se trovano una ROM diversa da quella IBM si comportano in maniera imprevedibile o semplicemente inchiodano la macchina. [...]» (da «Il Programma Invisibile», Michele Pacifico).
Altre differenze di rilievo tra PC DOS e MS-DOS agli inizi riguardavano inoltre l'uso degli editor, che per problemi di licenza furono eliminati e poi riscritti per le versioni Micro-Soft per i cloni dell'IBM PC, nonché alcune routine, l'interprete BASIC (originale BASICA, o BASIC Advanced, e IBM BASIC) sostituiti dapprima con il GW-BASIC; e anche alcune feature evolute, come quelle contenute nei driver e nelle librerie di gestione dell'indirizzamento per l'uso di eventuale hard disk. I comandi come FORMAT, nella versione IBM implementavano il supporto per i floppy disk maggiorati (extended floppy disks sizes). In seguito, e progressivamente, dalla versione 3.2 alla 5.0 di MS-DOS, si susseguivano introduzioni di funzioni addizionali nell'una o nell'altra versione DOS, che mancavano nella versione concorrente, di norma supplite da funzioni più o meno equivalenti dell'altra distribuzione. Per esempio il command processor della versione Micro-Soft (così si chiamava agli albori) includeva dalla versione 3.2 il parametro cttydev non previsto nel PC DOS, che permetteva di sostituire a piacere l'input o l'output standard di default (cioè tastiera e monitor). La caratteristica non era però esclusiva, perché anche su PC DOS era possibile riprogrammare gli input e output con il comando CTTY. Altre differenze potevano presentarsi nei codici e nel comportamento dei caratteri di controllo editing (tasti editing DOS, in edlin, per esempio), sequenze di controllo ANSI escape, etc., che potevano dipendere anche dalla macchina utilizzata (l'Olivetti M24, per esempio, includeva sistemi di set addizionali e codici di controllo anche con il tasto COMMAND e 18/36 tasti di funzione, altri Olivetti utilizzavano in alternativa o in aggiunta il tasto SET). Inizialmente e per svariati anni MS-DOS non contemplava affatto un suo fdisk come il PC DOS - si dovette aspettare a lungo per averla (fu la versione 3.2 a implementarla), e il comando FORMAT era molto più limitato, mentre nella versione 5.0 di MS-DOS era possibile, per esempio, formattare i floppy disk da 3½ pollici predisposti a 2.88 MB (anziché 720 KB o 1.44 MB).

## Versioni
La tabella sottostante riporta tutte le release del sistema operativo. Per ogni release viene riportato anche il nome del sistema operativo e alcune note. Come si può vedere infatti il nome del sistema operativo è cambiato più volte. In particolare, dopo la release 5.02, il nome del sistema operativo è cambiato a ogni nuova release.
| Nome del sistema operativo                  | Release        | Data di lancio | Note |
| ------------------------------------------- | -------------- | -------------- | --- |
| IBM Personal Computer Disk Operating System | 1.0            | agosto 1981    | per il primo PC IBM, l'IBM Personal Computer |
| IBM Personal Computer Disk Operating System | 1.10           | giugno 1982    | corretti alcuni bug; supporto per floppy disk a doppia faccia |
| IBM Personal Computer Disk Operating System | 2.0            | marzo 1983     | per il PC XT; introdotti le subdirectory, il supporto agli hard disk e ai device driver installabili di terze parti, la redirezione dell'I/O, la gestione dei file tramite handle                                                               |
| IBM Personal Computer Disk Operating System | 2.10           | ottobre 1983   | versione per PCjr; corretti alcuni bug; nessun supporto all'internazionalizzazione |
| IBM Personal Computer Disk Operating System | 3.0            | agosto 1984    | per l'uscita del PC AT; nuove chiamate di sistema; nuovi programmi utility; supporto per la FAT a 16 bit, i floppy da 1,2 MB e per le reti locali IBM                                                                                           |
| IBM Personal Computer Disk Operating System | 3.10           | novembre 1984  | corretti alcuni bug e migliorato il supporto alle reti locali |
| IBM Personal Computer Disk Operating System | 3.20           | gennaio 1986   | supporto per i floppy da 720 KB e per i laptop (IBM PC Convertible); XCOPY; distribuite varie versioni nazionalizzate |
| IBM Personal Computer Disk Operating System | 3.30           | aprile 1987    | per la serie PS/2; altre nuove chiamate di sistema; supporto per floppy disk da 1.44, per le partizioni DOS multiple, per l'orologio CMOS degli AT e per la commutazione della pagina codici; migliorato il supporto alle lingue internazionali |
| IBM Disk Operating System                   | 4.00           | luglio 1988    | limite di dimensione di 32MB per le partizioni degli hard disk ufficialmente superato; aggiunte altre chiamate di sistema; limitato supporto alla memoria EMS; supporto di rete migliorato per alcuni comandi esterni; abbandonato il PCjr      |
| IBM Disk Operating System                   | 4.01           | novembre 1988  | |
| IBM Disk Operating System                   | 5.0            | giugno 1991    | |
| IBM DOS 5.0                                 | 5.00.1         | febbraio 1992  | |
| IBM DOS 5.0                                 | 5.02           | settembre 1992 | per alcune macchine particolari IBM |
| IBM PC DOS 6.1                              | 6.1            | giugno 1993    | |
| IBM PC DOS 6.3                              | 6.3            | dicembre 1993  | |
| IBM PC DOS 7                                | 7.0            | aprile 1997    | |
| IBM PC DOS 2000                             | 7.0 Revision 1 | aprile 1998    | |

### IBM DOS 5.0
Nelle versioni di DOS dalla 1 alla 5 le differenze tra l'MS-DOS e il PC DOS sono rimaste trascurabili. Dopo il lancio del DOS 5.0, invece, IBM e Microsoft - fino ad allora i più stretti degli alleati - si sono evidentemente trovati ampiamente in disaccordo. Il problema principale era relativo al futuro dei sistemi operativi più avanzati, non più basati su un'interfaccia a riga di comando - Microsoft intendeva favorire Windows perché più facilmente commerciabile e perché ne possedeva totalmente i diritti esclusivi, IBM intendeva favorire il più ambizioso e tecnicamente sofisticato progetto comune IBM/Microsoft chiamato OS/2. Da questo momento in poi MS-DOS e PC-DOS divergono e inoltre, per la prima volta, IBM inizia attivamente a commercializzare PC-DOS verso altri produttori di computer e al grande pubblico.
IBM PSP (il ramo Personal Software Products) mirava a essere sicuro che il PC DOS rimanesse un salto davanti ai suoi concorrenti nella corsa al numero della versione. Quando fu distribuito l'MS-DOS 6.0, IBM aggiornò velocemente il proprio PC DOS 6.0 al PC DOS 6.1. Poco dopo l'MS-DOS 6.0 incontrò problemi, sia nella stabilità, sia di natura legale e dovette essere aggiornato diverse volte, divenendo MS-DOS 6.2, 6.21 e 6.22; IBM aggiornò il PC DOS alla versione 6.3, che doveva diventare la più conosciuta e con un certo successo commerciale. Un numero non indifferente di piccoli produttori di PC scelse il PC DOS proprio in questo periodo, esigenza particolarmente avvertita da coloro che erano stanchi di attendere l'uscita, promesso da diverso tempo, di un aggiornamento per il DR-DOS 6.0 della Digital Research/Novell.

### IBM PC DOS 7 e IBM PC DOS 2000
Il passo finale della guerra dei DOS giunse con l'introduzione più o meno simultanea del PC DOS 7.0 e del Novell DOS 7.0. Microsoft era uscita dai progetti DOS non senza una ragione: la versione di Windows funzionava soltanto sul DOS 7.0, rendendo impraticabile la vendita di un sistema operativo compatibile, problema laddove Windows 95 riuscì.
Il PC DOS esiste ancora e viene utilizzato nel mercato delle soluzioni embedded e in altre nicchie di mercato, è stato aggiornato alla versione 7.1. Tale versione è compatibile con l'anno 2000 ed è anche nota come PC DOS 2000.